# McLaren MP4-24
A McLaren MP4-24 egy Formula–1-es versenyautó, amit a McLaren tervezett a 2009-es idényre. 2009. január 16-án, a McLaren főhadiszállásán, Wokingban mutatták be.
A következő napon a csapat tesztpilótája Pedro de la Rosa próbálta ki először az új autót az Autódromo Internacional do Algarve verseny pályán.

## Tervezés
Az MP4-24-es konstrukció valamelyest magasabb építésű elülső karosszériaelemekkel rendelkezik elődjénél, amelyhez egy lekerekített, enyhén lefelé ívelő orrkúp társul. A nyújtott orr-rész vonalvezetése a Renault 2008-as szezonban használt aerodinamikai elemét idézi. Az új kialakításnak köszönhetően az orrkúp alatt kisebb nyomás alakul ki, amely egyben nagyobb leszorító erőt eredményez az autó első légterelő szárnyára és első tengelyére egyaránt.
A szabályok értelmében 1800mm-es hosszban megépített első légterelő szárny komplexebb. Mindamellett, hogy az orrkúp felett átívelő hídszárny alkalmazását nem engedélyezik az idei évtől, a középső semleges szekció és a véglezáró lapok közötti légterelő szárnyacskák számát nem limitálta az FIA. Ennek megfelelően a wokingiak két-két szárnyelemet helyeztek el a főprofil mögött. A kialakítás különlegességeként említhető, hogy ezen elemek közül a hátsó, vagyis a kerekek előtti szárnyak dőlésszögét lesz majd képes állítani a pilóta a kormánykeréken elhelyezett kapcsoló segítségével, amelyre egy körön belül maximálisan kétszer nyílik lehetőség.
Mivel az első fékek hűtőnyílásától kezdve és az első légterelő szárny, valamint az első kerekek között nem lehet semmiféle extra légterelőt alkalmazni az idei évben, az MP4-24-es igencsak letisztult külsővel jelent meg a bemutatón. Az első kerékfelfüggesztés alsó lengőkarja közelében egyetlenegy fordítólemezt sem alakítottak ki. Az oldalsó kocsiszekrény előtt lévő szekció is szinte teljesen üresen maradt, eltekintve a viszonylag kis felülettel rendelkező homloklemeztől. Mivel az autó ezen területén viszonylag szabadon végezhetnek majd a csapatok fejlesztéseket, a McLaren is valamelyest rövidebbre építette az oldalsó kocsiszekrényt.
A hűtőpanelek előtt lévő légbeömlő nyílás méretét leszűkítették, amely kissé furcsának tűnhet a KERS alkalmazása miatt, hiszen az új hibrid hajtás nagy hűtést igényel. Ez a dizájn azonban nem teljesen ismeretlen a McLaren számára, hiszen már a tavalyi Angol Nagydíjon is ehhez hasonló kialakítással látták el versenyautójukat. Az oldalsó kocsiszekrény ezen részének kialakítása azonban hordoz magában némi előnyös tulajdonságot is. Azzal ugyanis, hogy a bemeneti nyílást leszűkítik, az oldalsó kocsiszekrényéhez érkező légáramlatok nagyobb részét el tudják vezeti a karosszéria mellett úgy, hogy a diffúzor alól kilépve felgyorsul annak sebessége, amely megnöveli az autó hátsó traktusára ható leszorító erő nagyságát. Ez különösen fontos lehet a szűkebb hátsó légterelő szárny, és a megváltoztatott méretű diffúzor ismeretében.
A motort és a hűtőpaneleket maga alá rejtő karosszériaelemek alkotta kocsiszekrény a 2008-as McLarent idézi, amely továbbra is magas és karcsú vonalvezetést kapott. Ezzel a megoldással maximalizálni tudták a hátsó kerekek előtti tér nagyságát, amelyet az új technikai szabályok értelmében szabadon kell hagyni.
A motorburkolat különlegességeként említhető a felső síkban kialakított kipufogónyílások is. A wokingi csapat mérnökei által kidolgozott megoldásnak köszönhetően a kipufogócsonkok nem emelkednek ki a karosszéria síkjából, hanem rejtett módon, csak egy-egy nyílás árulkodik a motortérben keletkezett forró levegő kiáramlását segítő eszköz jelenlétére. Az MP4-24-es kipufogórendszerével kapcsolatban még elmondható, hogy a csőcsonkok végződései a korábbi megoldással ellentétben magasabb pontra, és kissé közelebb kerültek az autó hátsó szekciójához. A módosított szabályozás értelmében az oldalsó kocsiszekrény két oldalán mindössze egy-egy hűtőnyílást lehet csak kialakítani, így egy kissé furcsának tűnhet a McLaren kipufogónyílásával kapcsolatos megoldás.
A motorburkolati elem megjelenése a tavalyi évben használt elődöt idézi, amely a hátsó szárny előtt egy félkörívben kialakított kivágással végződik. Mindamellett, hogy a hátsó szárny geometriai méreteivel pontosan igazodik az új szabályokhoz, a két függőleges véglezáró elem formája és az oldalsó légáramlatok turbulens hatását csökkentő hármas kivágás is az MP4-23-as versenyautót juttatja eszünkbe. Ez utóbbi szárnyelem megfelelő kialakítása rendkívül fontos a szűkebb és magasabb építésű hátsó légterelő szárny miatt.
A McLaren MP4-24-es konstrukcióját hajtó V8-as erőforrás alapjában véve megegyezik a tavalyi szezonban használt motorral, azzal az alapvető különbséggel, hogy az FIA szabályozásának értelmében hosszabb élettartammal kell rendelkeznie, és a korábbi maximum 19.000-es percenkénti fordulatszám helyett most be kell érni a 18.000-es értékkel. A motornak megfelelő módon illeszkednie kell a 2009-es évben bevezetésre kerülő Kinetikai Energia Visszanyerő Rendszerhez tartozó motorhoz/generátorhoz, és a szénszálas anyagok felhasználásával készült sebességváltóhoz is. A KERS installálása miatt a motor beépítési helyzete is módosult, hiszen a tavalyi konstrukcióval ellentétben az MP4-24-es esetében hátrébb került, egészen arra a pontra, ahol eddig az olajtartály foglalt helyet.
A fékezés során eltárolt energia kezeléséhez szükséges vezérlőegység, és az akkumulátorok az oldalsó kocsiszekrényben kaptak helyet. Éppen ezért a karosszéria bal oldalán egy extra légbevezető nyílásra lesz szükség, hogy eleget tegyenek a KERS magas hűtési igényének.

## A szezon
A 2009-es szezon előtti teszteken bebizonyosodott, hogy óriási lemaradással küzd a világbajnok gárda. Tesztről tesztre fejlődtek, ám Ausztráliába így is óriási lemaradással érkeztek. Kovalainen a 12. míg csapattársa váltócsere miatt az utolsó rajtkockáról kezdhette meg az idény első futamát. Kovalainen balesetet szenvedve már az első körben kiesett, míg a regnáló világbajnok a harmadik helyen ért be, ám a futam után kizárták őket a versenybírák megtévesztése miatt.

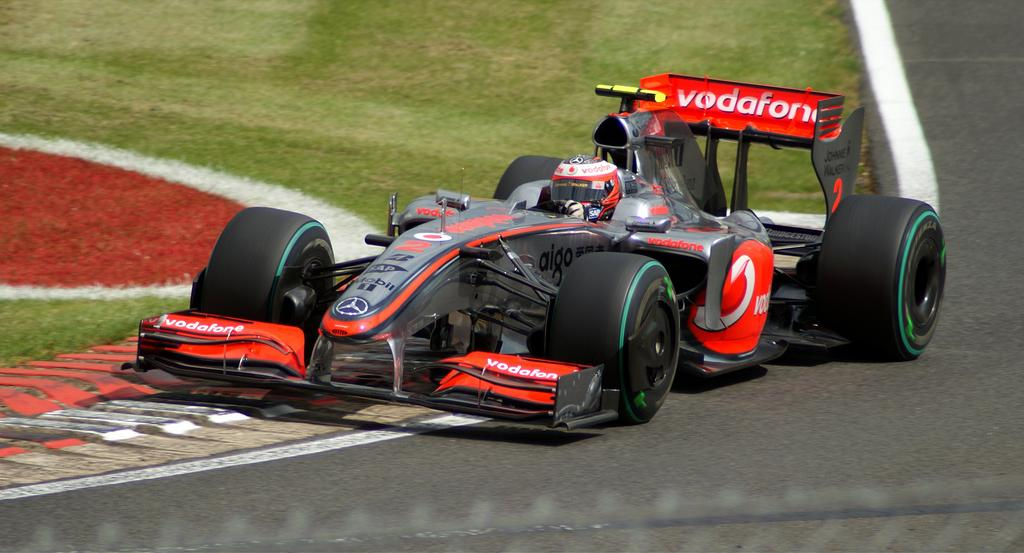
Kovalainen Silverstone-ban

A következő versenyeken a csapat végig meglehetősen versenyképtelen volt, Hamilton több alkalommal sem tudta magát az időmérő utolsó szakaszába juttatni. 
A Nürburgringen rendezett német nagydíjra a csapat új fejlesztésekkel érkezett. Hamilton a 4. helyet szerezte meg, a rajtnál pedig a KERS segítségével majdnem az élre állt, de Mark Webber első szárnya „lyukat” ütött a fiatal versenyző jobb hátsó kerekén. Hamilton végül pályafutása során először az utolsó helyen fejezte be a versenyt, mivel a defektes gumi megsértette a hűtőjét.
A magyar nagydíjon Hamilton megszerezte a csapat első győzelmét. A rajtnál a negyedik helyről másodiknak jött fel mielőtt Mark Webber megelőzte, de a brit az ötödik körben visszaelőzte az ausztrált. Fernando Alonso kiesése után a brit megszerezte a KERS-szel rendelkező autók első futamgyőzelmét. A McLaren Valenciában is versenyképes volt, Hamilton az első helyről rajtolt, de boxkiállásánál probléma akadt, így második lett. Belgiumban és Olaszországban (az utolsó körben) a brit baleset miatt esett ki. Hamilton ezt követően győzött Szingapúrban, valamint két harmadik helyet szerzett Japánban és Brazíliában. Az évadzáró abu-dzabi nagydíjon a brit a pole-ból indult, és vezette a versenyt, de a 20. körben kiesett fékhiba miatt. Bár Kovalainen sem szerzett pontot, a McLaren harmadik lett a konstruktőri bajnokságban, így ponttal a Ferrari előtt.

## Eredmények
(Táblázat értelmezése)

(Félkövér: pole-pozícióból indult; dőlt: leggyorsabb kört futott) 

| Év   | Csapat                    | Motor              | Gumi | Versenyzők | 1   | 2    | 3   | 4   | 5   | 6   | 7   | 8   | 9   | 10  | 11  | 12  | 13  | 14  | 15  | 16  | 17  | Pont | Helyezés |
| ---- | ------------------------- | ------------------ | ---- | ---------- | --- | ---- | --- | --- | --- | --- | --- | --- | --- | --- | --- | --- | --- | --- | --- | --- | --- | ---- | -------- |
| 2009 | Vodafone McLaren Mercedes | Mercedes FO108W V8 | B    |            | AUS | MAL† | CHN | BHR | ESP | MON | TUR | GBR | GER | HUN | EUR | BEL | ITA | SIN | JPN | BRA | ABU | 71   | 3.       |
| 2009 | Vodafone McLaren Mercedes | Mercedes FO108W V8 | B    | Hamilton   | DSQ | 7    | 6   | 4   | 9   | 12  | 13  | 16  | 18  | 1   | 2   | Ki  | 12† | 1   | 3   | 3   | Ki  | 71   | 3.       |
| 2009 | Vodafone McLaren Mercedes | Mercedes FO108W V8 | B    | Kovalainen | Ki  | Ki   | 5   | 12  | Ki  | Ki  | 14  | Ki  | 8   | 5   | 4   | 6   | 6   | 7   | 11  | 12  | 11  | 71   | 3.       |

† A maláj nagydíjat leintették piros zászlóval heves esőzés miatt és mivel nem teljesítették a táv 75%-át, mindenki pontjainak felét kapta meg.